# Rey Momo
El Rey Momo o rey Momo es uno de los personajes centrales que presiden varios carnavales en América Latina, principalmente en Brasil, en el Carnaval de Barranquilla, Colombia, en el Carnaval de Veracruz, México, en el Carnaval de Zaraza, Venezuela y en el Carnaval uruguayo. Cada carnaval tiene su propio Rey Momo, a quien se le suelen entregar las llaves de la ciudad.
En Brasil, tradicionalmente, un hombre alto y gordo es elegido para interpretar dicho papel. Como Rey Momo del Carnaval de Barranquilla se elige anualmente a un hombre, generalmente mayor, que ha estado estrechamente ligado a la festividad de la valencia.

## Origen
Este personaje deriva del dios griego del mismo nombre.

## Expresiones

### En Río de Janeiro
El Rey Momo de Río de Janeiro es un personaje considerado dueño del carnaval. La figura del Rey Momo se conserva desde 1933 y cada año es encarnada por un personaje público diferente, que suele ser alto y gordo, y que recibe las llaves de la ciudad de manos del alcalde en un acto en el que se declara oficialmente el inicio del Carnaval.

### En Barranquilla
Es uno de los principales símbolos de Carnaval de Barranquilla. Acompaña a la reina del carnaval en las distintas actividades, siendo su contraparte masculina. Este personaje fue incluido en la festividad desde la edición de 1888. Entre los que han ostentado la corona esta el soledeño Pedro "Ramayá" Beltrán, intérprete de flauta de millo, Efraín Mejia Donado, creador de Cumbia Soledeña, Juventino Ojito, productor, arreglista,  interprete del Clarinete, Saxofón y la flauta, y ocho veces nominado al Grammy Latino, entre otros.

### En Cajamarca
Es representado por Ño Carnavalón, un muñeco de representación andina, para el Carnaval de Cajamarca. A diferencia del resto, este es quemado al concluir la semana principal. Este fue personificado en otras ciudades peruanas inspirados en personajes populares.